# HD 118354
HD 118354，又名CD-45 8578，SAO 224283、HR 5121，是一颗恒星，视星等为5.9，位于銀經311.13，銀緯15.71，其B1900.0坐标为赤經13h 31m 20.6s，赤緯-45° 15.71′ 1″。